# Degerfors järnverk

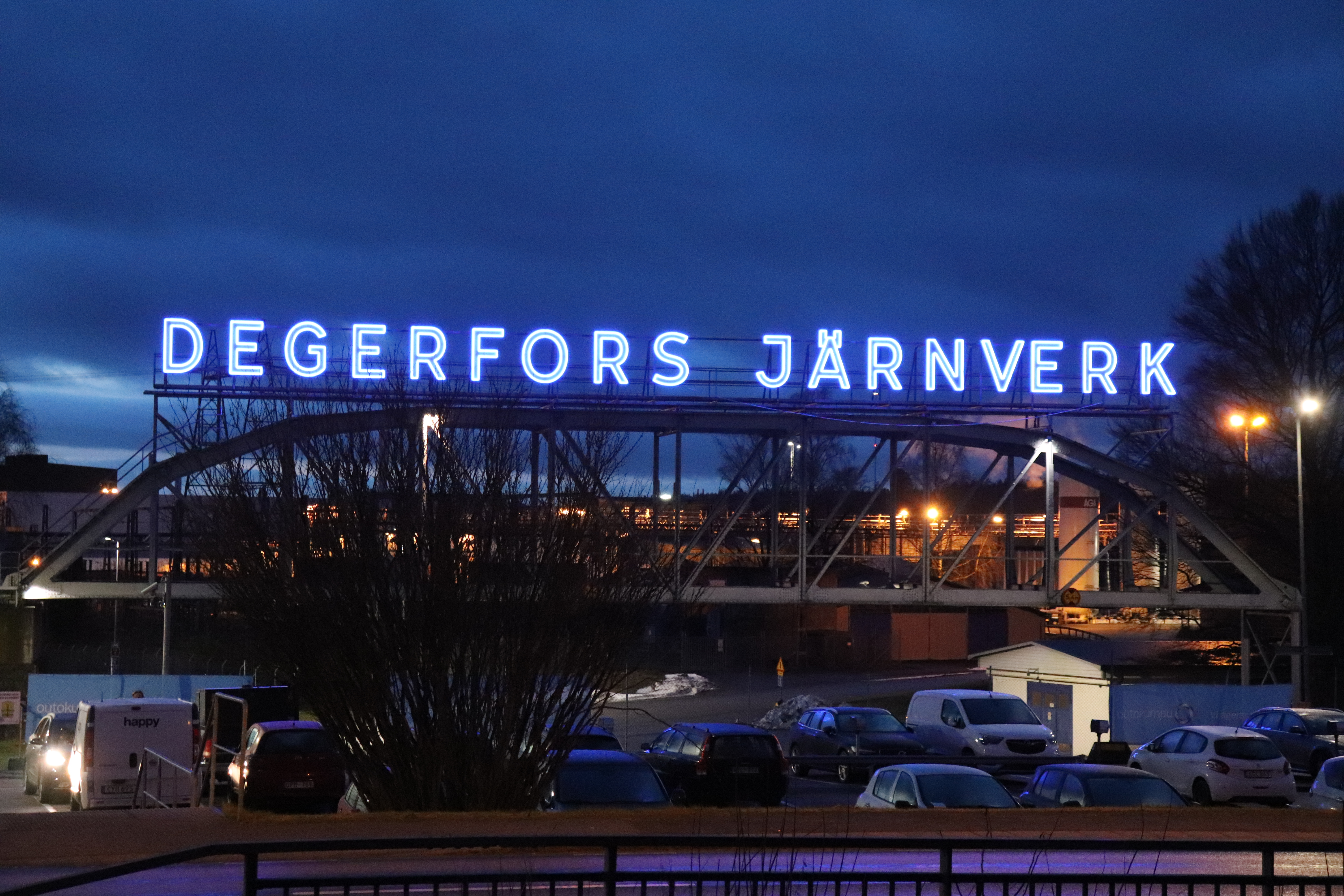
Degerfors järnverks karakteristiska neonskylt.

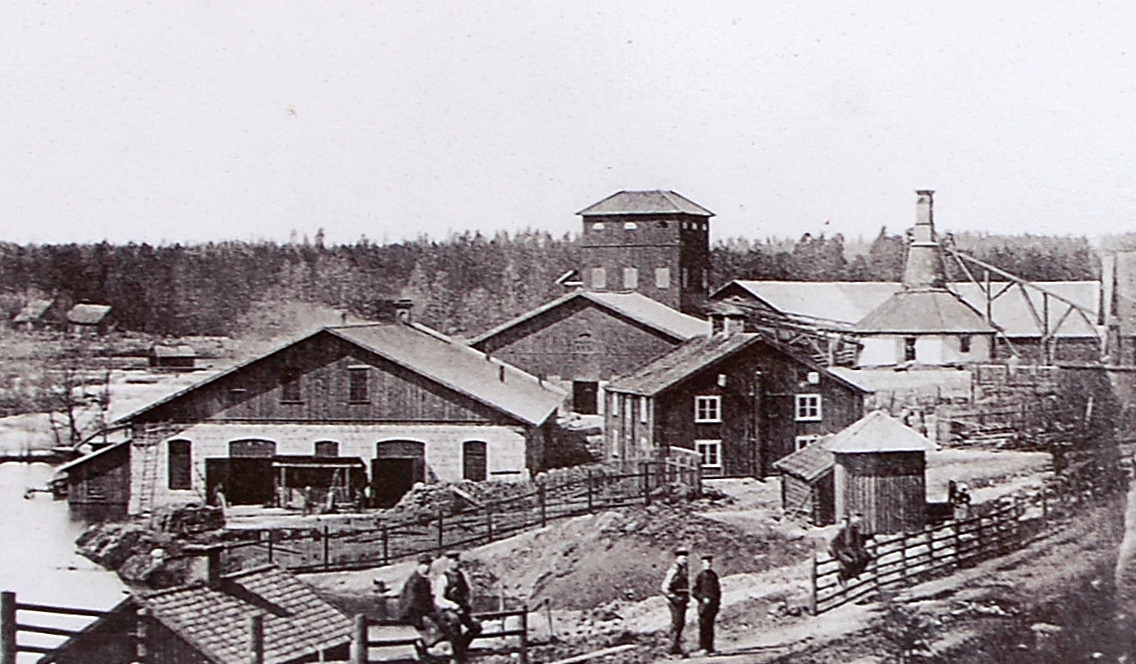
Nedre Degerfors 1865.

Degerfors järnverk är ett järnverk i Degerfors, sedan 2003 ägt av Outokumpu.

## Historia
Borgaren Georg Camitz i Kristinehamn fick 1660 privilegium att anlägga en stångjärnshammare vid Degerforsen nära Letälvens utflöde i sjön Möckeln. År 1666 fick han privilegium på ytterligare en härd och hammare, som kallades Övre Degerfors. Den tidigare hammaren kallades Nedre Degerfors. Övre och Nedre Degerfors var två separata järnbruk och drevs var för sig. Släkten Camitz innehade Övre Degerfors fram till 1809 och Nedre Degerfors till 1855. 
Gustaf Adolf af Chapman, gift med Carolina Maria Camitz, blev ägare till Övre Degerfors 1809. Han sålde det 1843 till brukspatron Jeppe Strokirk. Denne fick privilegium på tre spikhammare med två ässjor 1845 samt fri smidesrätt för en stångjärnshammare med en härd och för en ässja med två spikhammare 1848. Övre Degerfors såldes 1870 till Degerfors AB.
Nedre Degerfors fick sin smidesrätt utökad under 1800-talets första hälft och erhöll fri smidesrätt för två härdar 1848. Bruket såldes på auktion 1855 till tre delägare och 1860 köptes det av kapten J. A. Wijkander. Nedre Degerfors kom då att ägas av Ölsboda Bruks AB med Wijkander som disponent. Han dömdes 1868 till straffarbete och ständig vanfrejd för förfalskning av växlar. Handelsfirman A Fröding & Co i Göteborg köpte Nedre Degerfors vid Wijkanders konkursauktion samma år. Fröding & Co bildade Degerfors AB, som 1869 tog över Nedre Degerfors. År 1870 köpte Degerfors AB även Övre Degerfors av familjen Strokirk.
Den så kallade bruksdöden på 1870-talet drabbade Degerfors AB hårt, liksom en eldsvåda som skadade bruket 1883. Bolaget tvingades till rekonstruktion och det ombildades 1886 till Strömsnäs Järnverks AB. Järnverket gick över från Lancashiremetoden till Martinmetoden 1894. Bygget av en kraftstation för elektricitet påbörjades 1897. Mellan 1895 och 1932 var Ernst Odelberg brukets disponent.
Strömsnäs Järnverks AB blev 1939 ett dotterbolag till Uddeholm med namnet Degerfors Järnverks AB. Slutligen fusionerades Degerfors Järnverks AB med Uddeholms AB 1960. Uddeholmskoncernen ägde Degerfors järnverk fram till 1984 då det såldes till Avesta AB, som blev en del av Outokumpu 2003. År 2023 sålde Outokumpu affärsområdet långa produkter till italienska Cogne Acciai Speciali i en affär värd 12 miljoner euro.
Outokumpu Stainless är Degerfors kommuns största privata arbetsgivare med 475 anställda (2022).